# دکتر لایت (آرتور لایت)
دکتر لایت (به انگلیسی: Doctor Light) عنوان یک شخصیت خیالی دوبخشی شامل آرتور لایت ابرشرور و جیکوب فینلی ابرقهرمان در کتاب‌های کامیک آمریکایی منتشر شده توسط دی‌سی کامیکس است. شخصیت دکتر لایت توسط نویسنده گاردنر فاکس و طراح مایک سکووسکی خلق شده‌است؛ که برای اولین بار در شمارهٔ ۱۲ از مجموعه لیگ عدالت آمریکا (ژوئن ۱۹۶۲) حضور پیدا کرد.
دکتر لایت به صورت دوره‌ای به عنوان دشمن تیم‌های لیگ عدالت و تایتان‌های نوجوان به‌شمار می‌رود که قادر به بکارگیری انرژی نور برای مقاصد مختلف بزهکارانه است. او یک فیزیک‌دان جنایتکار بود که در ابتدا با لیگ عدالت به مبارزه می‌پرداخت. او اعضای تیم را یک به یک به سیاره‌هایی مختلف می‌فرستاد و حتی نزدیک بود دنیا را تسخیر کند، اما شخصیت گرین لانترن، هال جردن موفق به خنثی‌سازی نقشه‌های او شد. نام شخصیت دکتر لایت به‌طور همزمان با ابرقهرمانی به همین نام (کیمیو هوشی) برابر است که تقریباً دارای جامه‌ای یکسان نیز می‌باشد.
نخستین حضور سینمایی این شخصیت در فصل دوم از مجموعه تلویزیونی تایتان‌ها با هنرنمایی مایکل ماسلی است.